# 爆買い☆スター恩返し
『爆買い☆スター恩返し ふるさとで大盤振る舞い』（ばくがい・スターおんがえし ふるさとでおおばんぶるまい、英称：BAKUGAI STAR ONGAESHI!）は、フジテレビ系列にて2021年10月29日から2023年9月15日まで、金曜20:00 - 21:00に放送されていた旅バラエティ番組。

## 概要
「故郷に恩返しを!」を合言葉に、第一線で活躍する芸能人が自分の生まれ育った地元を訪れ、自腹でお金を落として地元に恩返しする旅番組。テーマ曲は森高千里の『この街』。挿入歌はJITTERIN'JINNの『にちようび』。
2019年12月29日から計6回のパイロット版を経て、2021年10月29日より金曜20時台でのレギュラー放送が開始した。
レギュラー版では21時枠の『ウワサのお客さま』と隔週2時間スペシャルが放送される頻度が高く、初めて通常編成で放送されたのはレギュラー開始から1年半以上経過した2023年5月26日放送分だった。
2023年10月の改編で金曜21時枠に54年半ぶりに連続ドラマ枠が復活、併せてそれまでの21時枠だった「ウワサのお客さま」が当枠に移動したため、約2年のレギュラー放送に終止符を打った。

## ルール
- 爆買いチャレンジャーは開始前に「50万円」「70万円」「80万円」「100万円」「自分の顔」の5種の目標金額が書かれた12面体サイコロをロケ先の地元住民に振ってもらい、出た金額を目標金額として主に一泊二日（回によっては1日のみ）のロケ期間中に使う事を目指す。「自分の顔」が出た場合はチャレンジャーの気持ちで4つの中から好きな金額を選ぶことができる。
- 都合が合えば地元の友人と合流し食事代やホテルの部屋代を奢ることも可能。
- 移動の際の交通費も爆買いの予算から消費される。
- 当番組はチャレンジャーに全ての行動を任せているため、事前にお店などに撮影許可は取っていない。そのため、撮影許可の交渉は全てチャレンジャーが行う。
- 購入する商品は制限はないが、本当に必要な商品ではない場合は買ってはいけない（むやみに爆買い予算を消費するのは禁止）。
- 基本チャレンジャーの地元の市区町村、島内にあるお店で爆買いするが、チャレンジャーが関わりのある場所が別の市町村だった場合のみ、市町村を跨いでそこで爆買いすることも可能（例外として上記の理由以外でも市町村を跨ぐ場合もある）。

## 出演者
特番時代の出演者については#特番時代を参照。字幕放送の出演者は全員白。

### MC
MCの設置はレギュラー化以降。
- 澤部佑 - 特番時代第4回からスタジオゲストとして出演してきた。2023年1月20日の放送分では、相方の岩井勇気と共に初の爆買いチャレンジとして出演。

### スタジオ常連ゲスト
- 佐藤栞里- 特番時代にも出演経験がある。
- 藤田ニコル - 同上
- 春日俊彰 - 同上[4]
- 河合郁人 - 同上

## 放送リスト

### 特番時代
| 回 | タイトル                                                         | 放送日         | 放送時間（JST）   | ロケ出演者 | スタジオゲスト                                                     | 備考                                                                        |
| -- | ---------------------------------------------------------------- | -------------- | ----------------- | --- | ------------------------------------------------------------------ | --------------------------------------------------------------------------- |
| 1  | 爆買い☆スター恩返し バイきんぐ小峠が地元の田舎で大盤振る舞い!!   | 2019年12月29日 | 日曜12:00 - 13:00 | 磯野貴理子 〈三重県度会郡南伊勢町〉 小峠英二〈福岡県田川郡大任町〉                                                                      | -                                                                  | 関東ローカル。                                                              |
| 2  | 爆買い☆スター恩返し 第2弾!ギャル曽根がカニ爆食い&大久保佳代子    | 2020年3月4日   | 水曜22:00 - 22:54 | 大久保佳代子〈愛知県田原市〉 ギャル曽根〈京都府舞鶴市〉                                                                                 | 川田裕美 小峠英二 武田真治                                         | この回から全国ネット。                                                      |
| 3  | 爆買い☆スター恩返し 第3弾!GACKTが故郷沖縄で300万円爆買いに挑戦SP | 2020年10月3日  | 土曜18:30 - 21:00 | GACKT・天野ひろゆき〈沖縄県国頭郡大宜味村〉 武田真治〈北海道札幌市北区篠路〉 チョコレートプラネット・渡辺直美〈神奈川県足柄下郡箱根町〉 | 大久保佳代子 片岡愛之助 小池栄子 小峠英二                          | 一部地域は19:00開始の短縮版（フジテレビから裏送り）を放送。 20:54飛び降り。 |
| 4  | 爆買い☆スター恩返し 第4弾!新庄&フワちゃん&東山が挑戦SP           | 2021年1月10日  | 日曜19:00 - 21:54 | 新庄剛志〈長崎県対馬市・福岡県福岡市〉 東山紀之〈神奈川県川崎市幸区塚越〉 フワちゃん〈東京都八王子市〉                                  | 大久保佳代子 澤部佑 川島明 佐藤栞里 藤田ニコル 大倉忠義 広瀬アリス | 一部地域は21:48飛び降り。                                                   |
| 5  | 爆買い☆スター恩返し 第5弾!ロンブー淳&あばれる&ABC-Z河合が挑戦SP  | 2021年4月18日  | 日曜19:00 - 21:54 | あばれる君・春日俊彰・フワちゃん〈福島県東白川郡矢祭町〉 河合郁人〈東京都武蔵村山市〉 田村淳〈山口県下関市彦島〉                        | 大久保佳代子 澤部佑 川島明 佐藤栞里 藤田ニコル                     | 『日バラ8』枠 一部地域は21:48飛び降り。                                     |
| 6  | 爆買い☆スター恩返し ふるさとで大盤振る舞い                       | 2021年7月17日  | 土曜19:00 - 21:00 | 石原良純・花田虎上〈神奈川県逗子市〉 田中圭〈東京都江東区亀戸〉                                                                         | 井森美幸 澤部佑 川島明 佐藤栞里 DAIGO                              | 一部地域は20:54飛び降り。                                                   |

### レギュラー版
| 回 | 放送日   | ロケ出演者                                                                                 | スタジオゲスト                                     | 備考                      |
| -- | -------- | ------------------------------------------------------------------------------------------ | -------------------------------------------------- | ------------------------- |
| 1  | 10月29日 | 蛍原徹〈北海道富良野市〉 柴田理恵・久本雅美〈富山県富山市〉 内田篤人〈静岡県静岡市清水区〉 | 小泉孝太郎 池田美優 大久保佳代子                   | 3時間SP （19:00 - 21:58） |
| 2  | 11月19日 | 鈴木亮平〈東京都調布市〉 仲里依紗〈長崎県東彼杵郡東彼杵町〉                                | 生田斗真 藤本敏史 佐藤栞里 藤田ニコル              | 3時間SP （19:00 - 21:58） |
| 3  | 12月17日 | 水谷隼〈静岡県磐田市〉 コロッケ〈熊本県熊本市〉 みやぞん〈東京都足立区〉                   | 古田新太 貫地谷しほり 井森美幸 春日俊彰 藤田ニコル | 3時間SP （19:00 - 21:58） |

| 回 | 放送日   | ロケ出演者                                                                                   | スタジオゲスト                                                                                                | 備考                          |
| -- | -------- | -------------------------------------------------------------------------------------------- | --- | ----------------------------- |
| 4  | 1月21日  | 新庄剛志〈長崎県対馬市・福岡県福岡市〉 田村淳〈山口県下関市彦島〉                            | 大倉忠義 広瀬アリス 川島明 佐藤栞里 藤田ニコル                                                                | 2時間30分SP （19:00 - 21:24） |
| 5  | 1月28日  | 竹内涼真〈東京都町田市〉 高島礼子〈神奈川県横浜市港南区〉                                    | 岡田圭右 川津明日香 神田愛花 河合郁人 佐藤栞里 藤田ニコル                                                     | 2時間SP （20:00 - 21:58）     |
| 6  | 2月11日  | 篠原涼子〈群馬県桐生市〉 堺正章・高橋克典・みのもんた・小堺一機〈神奈川県鎌倉市〉            | 島崎和歌子 中山秀征 佐藤栞里 藤田ニコル                                                                       | 3時間SP （19:00 - 21:58）     |
| 7  | 2月25日  | 中岡創一（ロッチ）〈奈良県橿原市〉 元木大介 〈大阪府豊中市〉                                 | 岡田圭右 生見愛瑠 久本雅美 ホラン千秋                                                                         | 2時間SP （20:00 - 21:58）     |
| 8  | 3月11日  | 大地真央〈兵庫県淡路島〉                                                                     | IKKO 岡田結実 春日俊彰 近藤春菜                                                                               | 2時間SP （20:00 - 21:58）     |
| 9  | 3月25日  | 尾上松也 〈東京都台東区浅草〉 近藤春菜〈東京都狛江市〉 高橋克実〈新潟県三条市〉              | 河合郁人 土屋太鳳 ビビる大木 藤田ニコル 山瀬まみ                                                              | 3時間SP （19:00 - 21:58）     |
| 10 | 4月8日   | 大島美幸〈栃木県大田原市〉 ホラン千秋〈東京都多摩市〉                                        | IKKO 神田愛花 土屋太鳳 福田麻貴 藤田ニコル 藤森慎吾 松尾駿 渡邊渚                                             | 2時間SP （20:00 - 21:58）     |
| 11 | 5月6日   | 藤田ニコル〈埼玉県戸田市〉 柳沢慎吾〈神奈川県小田原市〉 ROLAND〈東京都八王子市〉             | 梅沢富美男 春日俊彰 河北麻友子 坂下千里子 篠田麻里子 島崎和歌子 鈴鹿央士 長谷川忍 広瀬すず 藤田ニコル         | 3時間SP （19:00 - 21:58）     |
| 12 | 5月20日  | 浅野ゆう子〈兵庫県神戸市〉 三山ひろし〈高知県南国市〉                                        | 今泉佑唯 篠田麻里子 島崎和歌子 陣内智則 濱口優 藤田ニコル Matt 矢田亜希子 蓮佛美沙子                          | 3時間SP （19:00 - 21:58）     |
| 13 | 6月10日  | 岩田剛典〈愛知県名古屋市〉 藤森慎吾〈長野県諏訪市〉                                          | 王林 春日俊彰 小杉竜一 陣内智則 生見愛瑠 Matt 観月ありさ 矢田亜希子                                           | 2時間SP （20:00 - 21:58）     |
| 14 | 7月1日   | 石井杏奈〈東京都板橋区〉 藤井フミヤ〈福岡県久留米市〉 観月ありさ〈東京都練馬区大泉学園〉     | 秋山竜次 猪狩蒼弥 佐藤栞里 高畑淳子 中山秀征 長谷川忍 ヒロミ 松田里奈 間宮祥太朗                              | 3時間SP （19:00 - 21:58）     |
| 15 | 7月22日  | 遠藤憲一〈東京都中央区・日本橋三越〉 長谷川雅紀〈北海道札幌市〉                              | 浅野ゆう子 IKKO 春日俊彰 河合郁人 ギャル曽根 小杉竜一 長濱ねる 藤田ニコル 藤本美貴                            | 3時間SP （19:00 - 21:58）     |
| 16 | 8月12日  | 田中圭〈東京都世田谷区・三軒茶屋〉 中村獅童〈東京都杉並区方南町〉中山秀征〈群馬県藤岡市〉    | 井森美幸 佐藤新 高田夏帆 長谷川忍 守屋茜 莉子                                                                 | 3時間SP （19:00 - 21:58）     |
| 17 | 9月2日   | ジェジュン〈韓国・公州・ソウル〉 樽美酒研二〈福岡県うきは市〉                                | 伊藤俊介 梅沢富美男 ギャル曽根 渋谷凪咲 玉城ティナ 藤田ニコル Matt 和田優希                                   | 3時間SP （19:00 - 21:58）     |
| 18 | 9月23日  | 北村一輝〈大阪府大阪市〉 まひる〈鳥取県大山町〉                                              | 長田庄平 河合郁人 玉井詩織 藤田ニコル 松嶋尚美                                                                | 2時間20分SP （19:00 - 21:20） |
| 19 | 10月21日 | 坂上忍〈東京都杉並区西荻窪〉 久本雅美〈大阪府大阪市〉 安田顕〈北海道室蘭市〉                 | 影山拓也 春日俊彰 カンニング竹山 ギャル曽根 渋谷凪咲 高城れに 田中圭 高畑淳子 松嶋尚美                        | 3時間SP （19:00 -21:58）      |
| 20 | 11月11日 | 佐々木健介&北斗晶〈埼玉県吉川市〉 小杉竜一〈京都府京都市〉 中間淳太〈兵庫県神戸市〉          | 大友花恋 春日俊彰 ギャル曽根 近藤春菜 佐野晶哉 柴田理恵 渋谷凪咲 島袋寛子 陣内智則 高畑淳子 藤本美貴 福田麻貴 | 3時間SP （19:00 - 21:58）     |
| 21 | 12月16日 | 朝青龍明徳〈高知県高知市・東京都〉 EXILE TAKAHIRO〈長崎県佐世保市〉 大塚寧々〈沖縄県那覇市〉 | 佐藤栞里 柴田英嗣 玉井詩織 知念里奈 中岡創一 樋口日奈 久本雅美 三宅健                                         | 3時間SP （19:00 - 21:58）     |

| 回 | 放送日  | ロケ出演者                                                                       | スタジオゲスト                                                                                       | 備考                      |
| -- | ------- | -------------------------------------------------------------------------------- | --- | ------------------------- |
| 22 | 1月20日 | ハライチ〈埼玉県上尾市〉 肥後克広〈沖縄県那覇市〉 前園真聖〈鹿児島県薩摩川内市〉 | 秋山竜次 大友花恋 黒田光輝 佐藤栞里 柴田理恵 島袋寛子 菅井友香 高嶋政宏 土田晃之 藤田ニコル 藤本美貴 | 3時間SP （19:00 - 21:58） |
| 23 | 2月10日 | 市村正親〈埼玉県川越市〉 高橋克典〈神奈川県横浜市〉 八嶋智人〈奈良県奈良市〉     | 秋元真夏 猪狩蒼弥 春日俊彰 島崎和歌子 高橋克実 中岡創一 長谷川忍 矢田亜希子                          | 3時間SP （19:00 - 21:58） |
| 24 | 3月31日 | ギャル曽根〈京都府舞鶴市〉 加藤茶・加藤綾菜〈福島県福島市〉                      | 佐藤栞里 陣内智則 高畑淳子 藤田ニコル 松本幸四郎 元木湧                                              | 3時間SP （19:00 - 21:58） |
| 25 | 4月21日 | 岡部大〈秋田県秋田市〉 はなわ〈佐賀県佐賀市〉                                    | 安達祐実 大西流星 春日俊彰 谷まりあ                                                                  | 2時間SP （20:00 - 21:58） |
| 26 | 5月5日  | 坂井真紀〈東京都台東区根岸〉 槙野智章〈広島県広島市〉                            | 猪狩蒼弥 伊藤沙莉 梅沢富美男 佐藤栞里 柴田英嗣 堀未央奈 りんたろー。                                 | 2時間SP （20:00 - 21:58） |
| 27 | 5月26日 | 磯村勇斗〈静岡県沼津市〉                                                         | 鈴木紗理奈 トラウデン直美 長谷川忍 樋口日奈 本髙克樹                                                 |                           |
| 28 | 6月2日  | 尾上松也〈東京都中央区銀座〉 松尾駿〈神奈川県箱根町〉                            | 坂下千里子 中村蒼 村重杏奈 森泉                                                                      | 2時間SP （20:00 - 21:58） |
| 29 | 6月9日  | ISSA〈沖縄県宜野湾市・那覇市・豊見城市・沖縄市・北谷町〉                         | 春日俊彰 木村昴 島袋寛子 田村保乃                                                                    |                           |
| 30 | 6月23日 | 山崎育三郎〈東京都品川区高輪〉 小堺一機・関根勤〈東京都台東区浅草〉              | アンミカ 池田美優 井上裕介 DAIGO 中山秀征 松村沙友理                                                 | 2時間SP （20:00 - 21:58） |
| 31 | 7月21日 | ヒロミ〈ハワイ〉 森七菜〈大分県大分市〉                                          | IKKO 小杉竜一 藤井フミヤ 松嶋尚美 渡邉理佐                                                           | 3時間SP （19:00 - 21:52） |
| 32 | 7月28日 | 成田凌〈埼玉県さいたま市与野・大宮〉                                             | 池田美優 大久保佳代子 岡田紗佳 陣内智則 Matt                                                         |                           |
| 33 | 8月11日 | 春日俊彰〈埼玉県所沢市〉                                                         | 秋山竜次 えなこ 北斗晶 若槻千夏                                                                      | 2時間SP （20:00 - 21:58） |
| 34 | 8月18日 | 岸優太〈埼玉県川越市〉                                                           | 市村正親 小倉優子 陣内智則 ゆうちゃみ                                                                |                           |
| 35 | 9月1日  | 長谷川雅紀〈北海道札幌市〉 DJ KOO〈千葉県柏市〉                                  | 秋山竜次 えなこ 岡田圭右 木村沙織 工藤美桜 藤田ニコル 藤本美貴 北斗晶 若槻千夏                       | 2時間SP （20:00 - 21:58） |
| 36 | 9月8日  | 芸能人の家族が大集結SP                                                           | 芸能人の家族が大集結SP                                                                               |                           |
| 37 | 9月15日 | 母校に凱旋SP                                                                     | 尾上松也 春日俊彰 高畑淳子 長谷川忍 藤田ニコル                                                       | 2時間SP （20:00 - 21:52） |

- 2022年1月21日は「サッカー・キリンチャレンジカップ2022」（19:00 - 21:24。日本×ウズベキスタン）中継のため休止の予定であったが、同試合が新型コロナウイルス・オミクロン株の感染拡大の影響で中止になったため、急遽当番組が編成された。そのため、特番時代の回を未公開を含めた再編集版が放送された[注 7]。

## ネット局と放送時間
| 放送対象地域   | 放送局                   | 系列                          | 放送時間           | ネット状況                   |            |
| -------------- | ------------------------ | ----------------------------- | ------------------ | ---------------------------- | ---------- |
| 関東広域圏     | フジテレビ               | フジテレビ系列                | 金曜 20:00 - 21:00 | 【制作局】                   | 【制作局】 |
| 岩手県         | 岩手めんこいテレビ       | フジテレビ系列                | 金曜 20:00 - 21:00 | 同時フルネット               |            |
| 秋田県         | 秋田テレビ               | フジテレビ系列                | 金曜 20:00 - 21:00 | 同時フルネット               |            |
| 島根県・鳥取県 | 山陰中央テレビジョン放送 | フジテレビ系列                | 金曜 20:00 - 21:00 | 同時フルネット               |            |
| 岡山県・香川県 | 岡山放送                 | フジテレビ系列                | 金曜 20:00 - 21:00 | 同時フルネット               |            |
| 広島県         | テレビ新広島             | フジテレビ系列                | 金曜 20:00 - 21:00 | 同時フルネット               |            |
| 福岡県         | テレビ西日本             | フジテレビ系列                | 金曜 20:00 - 21:00 | 同時フルネット               |            |
| 佐賀県         | サガテレビ               | フジテレビ系列                | 金曜 20:00 - 21:00 | 同時フルネット               |            |
| 大分県         | テレビ大分               | 日本テレビ系列 フジテレビ系列 | 金曜 20:00 - 21:00 | 同時フルネット               |            |
| 熊本県         | テレビ熊本               | フジテレビ系列                | 金曜 20:00 - 21:00 | 同時フルネット               |            |
| 鹿児島県       | 鹿児島テレビ放送         | フジテレビ系列                | 金曜 20:00 - 21:00 | 同時フルネット               |            |
| 北海道         | 北海道文化放送           | フジテレビ系列                | 金曜 20:00 - 20:54 | 同時ネット （20:54飛び降り） |            |
| 宮城県         | 仙台放送                 | フジテレビ系列                | 金曜 20:00 - 20:54 | 同時ネット （20:54飛び降り） |            |
| 山形県         | さくらんぼテレビジョン   | フジテレビ系列                | 金曜 20:00 - 20:54 | 同時ネット （20:54飛び降り） |            |
| 福島県         | 福島テレビ               | フジテレビ系列                | 金曜 20:00 - 20:54 | 同時ネット （20:54飛び降り） |            |
| 新潟県         | NST新潟総合テレビ        | フジテレビ系列                | 金曜 20:00 - 20:54 | 同時ネット （20:54飛び降り） |            |
| 長野県         | 長野放送                 | フジテレビ系列                | 金曜 20:00 - 20:54 | 同時ネット （20:54飛び降り） |            |
| 静岡県         | テレビ静岡               | フジテレビ系列                | 金曜 20:00 - 20:54 | 同時ネット （20:54飛び降り） |            |
| 富山県         | 富山テレビ放送           | フジテレビ系列                | 金曜 20:00 - 20:54 | 同時ネット （20:54飛び降り） |            |
| 石川県         | 石川テレビ放送           | フジテレビ系列                | 金曜 20:00 - 20:54 | 同時ネット （20:54飛び降り） |            |
| 福井県         | 福井テレビジョン放送     | フジテレビ系列                | 金曜 20:00 - 20:54 | 同時ネット （20:54飛び降り） |            |
| 中京広域圏     | 東海テレビ放送           | フジテレビ系列                | 金曜 20:00 - 20:54 | 同時ネット （20:54飛び降り） |            |
| 近畿広域圏     | 関西テレビ               | フジテレビ系列                | 金曜 20:00 - 20:54 | 同時ネット （20:54飛び降り） |            |
| 愛媛県         | テレビ愛媛               | フジテレビ系列                | 金曜 20:00 - 20:54 | 同時ネット （20:54飛び降り） |            |
| 高知県         | 高知さんさんテレビ       | フジテレビ系列                | 金曜 20:00 - 20:54 | 同時ネット （20:54飛び降り） |            |
| 長崎県         | テレビ長崎               | フジテレビ系列                | 金曜 20:00 - 20:54 | 同時ネット （20:54飛び降り） |            |
| 沖縄県         | 沖縄テレビ放送           | フジテレビ系列                | 金曜 20:00 - 20:54 | 同時ネット （20:54飛び降り） |            |

- 番組末尾6分はローカルセールス枠のため、フジテレビ系列各局で編成の都合によりフジテレビ以外のフルネット局は臨時で番組終了6分前で飛び降り、番組終了6分前に飛び降りる局が臨時フルネットで放送する場合もある（スペシャル版も同様）。
- 当番組の3時間スペシャル放送時において、19時台（『坂上どうぶつ王国』の枠）を差し替えている地域は20時からフジテレビからの裏送りで短縮版を放送する。またプロ野球球団のある地域は全編をプロ野球中継に差し替える場合があり、その場合は週末に振替放送を実施する。なおレギュラー編成時における『坂上どうぶつ王国』の同時ネットの有無に関係なく、場合によっては短縮版を振替放送に使うこともある。

## スタッフ

### レギュラー版
- 編成企画：田村優介（フジテレビ）
- ナレーター：木村匡也/牧原俊幸 (ふるさと爆物語のみ担当)
- 構成：藤井靖大、亀津雄介、タムケン、安田聡太
- ロケCAM：鴨下達也、岸上優二
- ロケAUD：嶽はる菜、田中真穂、戸ノ崎沙織
- ドローン：柴崎旭仁、加藤章夫
- CAM：永澤剛
- AUD：村本達弥
- LT：白石弘志
- VE：前川千里
- 美術：小美野淳一
- デザイン：古賀福太郎
- CG：山口大樹（キャニットG）
- 大道具：松本達也
- 装飾：上江洲祥太
- メイク：マーヴィ
- 編集：渡辺周一、阿部あかり、刀根義道【週替わり】
- MA：吉村良太郎、松岡洋一【週替わり】
- TK：TBG
- 音響効果：高村光一、浅利聡美、岡田淳一
- リサーチ：佐藤直也
- 技術協力：スウィッシュ・ジャパン、CRAZY TV、オムニバス・ジャパン
- 制作協力：BaKaBest、Gothic
- 協力：東京オフラインセンター ほか
- 広報：井坂匠（フジテレビ）
- 制作スタッフ：岡田達也【毎週】、塚本智久、鶴田梨奈、髙橋晃介、中島伊織、曽我部玲奈、安江愛也音、吉田安、油井真貴、佐々木渓、西川真菜、溝口彩花、切木裕大、津野あみる、松本夢見【週替わり】
- AP：瀬田真弓、奥秋桃子
- ディレクター：栗原悠太郎、石鉢智也、内村貴徳、佐藤駿、青木香澄、渡邊伸、中村元紀、山内絵里子、田口諒、山下進之介、原口拓実、小島啓太、三井知人、田場亮耶、小澤雄一、西田周平、大西千香、藤下真以（大西→以前は制作スタッフ）【週替わり】
- ディレクター／演出：中村優介【週替わり】
- 演出：小林啓之、須原淳一郎、松林里奈、萩原博喜、森伸太郎（森→BaKaBest）、柳信也（柳→Gothic）、白野勝敏、松田敦【週替わり】
- プロデューサー：三好剛、近藤照代、川上修、里永知洋【毎週】、今村奈津紀（今村→BaKaBest）、橋本孔一（橋本→Gothic）、柴田玲奈（柴田→以前は演出）、岩田真奈美【週替わり】
- 総合演出：千頭浩隆
- チーフプロデューサー：渡邊正人
- 企画制作：フジテレビ
- 制作著作：IVSテレビ制作

過去のスタッフ（レギュラー版）
- AUD：谷口健二
- VE：山中颯太
- 大道具：青木雅尭
- 装飾：菊地誠
- 広報：根本智史（フジテレビ）
- 営業：宮崎豊（フジテレビ）
- AP：辻本麻莉
- 演出：市川貴弘
- プロデューサー：増谷秀行（ザ・スピングラス）

### 特番時代
第6回（2021年7月17日放送）
- 編成企画：田村優介（フジテレビ）
- ナレーター：服部潤（第1回、第4回～第6回まで）
- 構成：藤井靖大（第5回は除く）、亀津雄介
- CAM：鴨下達也
- AUD：川越夏菜
- LT：白石弘志
- ドローン：柴崎旭仁
- 美術：小美野淳一（TACT）
- デザイン：杉山智之（TACT、第5回までは美術）
- CG：山口大樹（キャニットG）
- 編集：渡辺周一（第5回から）
- MA：吉村良太郎
- 音響効果：岡田淳一
- リサーチ：佐藤直也
- 技術協力：スウィッシュ・ジャパン、CRAZY TV
- 協力：亀戸五丁目中央通り商店街、亀戸十三間通商店街、厨子フィルムコミッション、リビエラグループ、ぴーたん、PIXTA
- 広報：瀬川ネリ（フジテレビ）
- 制作スタッフ：岡田達也、土志田紗奈
- AP：山口芳枝
- ディレクター：市川貴弘、栗原悠太郎、石鉢智也、井上杏花、吉田ケンスケ、加藤貴大
- 演出：千頭浩隆
- プロデューサー：渡邊正人／増谷秀行（ザ・スピングラス）、近藤照代（近藤→）
- 企画制作：フジテレビ
- 制作著作：IVSテレビ制作

### 過去のスタッフ
- ナレーター：木村匡也 (第2回、第3回)
- CAM：山脇吉記
- AUD：谷口健二
- VE：横川友之
- LT：香川和代
- ロケCAM：大城学、高橋慎
- 美術協力：アックス（※表記なし）
- 編集：田中宗一郎
- 協力：
  - 第3回：沖縄県、島袋博文、箱根町役場、DAM（第一興商）
  - 第5回：ロントラ、大岸製茶、武蔵村山市、一般社団法人武蔵村山観光まちづくり協会、郡山市、矢祭町、下関市
- AP：石川好子
- ディレクター：佐藤丁丈、須原淳一郎、青木香澄、橋本雄太
- プロデューサー：山岡恭典（第5回）